# Immortalis
«『IMMORTALIS』» — дебютний музичний альбом групи «s u k e k i y o», що вийшов 30 квітня 2014-го року.
Обмежене видання розповсюджується з бонус-CD, що містить роботи, створені співпрацею з кількома артистами, в тому числі Sugizo (Luna Sea, X Japan), Хісаші (Glay), Хітокі (Kuroyume), Сюдзі Ішиї (Cali≠gari), TK (Ling Tosite Sigure) та Кіріто (Angelo, Pierrot). Обмежене видання можна придбати тільки у офіційному інтернет-магазині Кьо, що включає в себе Blu-Ray з моментами концерту і двома кліпами, спеціальну брошуру та футболку. Замовлення дисків з офіційного онлайн-магазину Кьо актуальне лише для Японії. Зміст двох CD-дисків однаковий у всіх виданнях.

## Композиції

### DISC I / CD
1. «elisabeth addict»
2. «destrudo»
3. «latour»
4. «nine melted fiction»
5. «zephyr»
6. «hidden one»
7. «aftermath»
8. «uyuu no sora»
9. «烏有の空»
10. «the daemon's cutlery»
11. «scars like velvet»
12. «mama»
13. «vandal»
14. «hemimetabolism»
15. «kugui»
16. «鵠»
17. «madara ningen»
18. «斑人間»
19. «in all weathers»

### DISC II / CD (Original Version & Limited Versions)
1. «aftermath» (Collaboration with KIRITO (Angelo))
2. «kugui / 鵠» (Remixed by PABLO (P.T.P))
3. «zephyr» (Remixed by TK (Rin Toshite Shigure))
4. «in all weathers» (Remixed by DevilSlug (Jonathan Davis, vocalist of KOЯN))
5. «nine melted fiction» (Remixed by SHUJI ISHII (cali≠gari, GOATBED))
6. «hemimetabolism» (Remixed by SUGIZO (LUNA SEA, X JAPAN))
7. «scars like velvet» (Remixed by Shin Murohime)
8. «the daemon’s cutlery» (Remixed by Hitoki (Kuroyume))
9. «hidden one» (Remixed by HISASHI (GLAY))
10. «mama» (Remixed by Takaha TACHIBANA (Yousei Teikoku))
11. «aftermath» (Remixed by acid android)

Бонус CD включає в себе спільні роботи і ремікси, створені за участю наступних музикантів:
- «Sugizo» (Luna Sea / X Japan)
- «Hisashi» (GLAY)
- «Hitoki» (KUROYUME)
- «Shuji» Ishii (cali≠gari)
- «TK» (RIN TOSHITE SHIGURE)

...та інших. У тому числі «Kirito» - екс-вокаліста групи PIERROT (нині - вокаліст Angelo), надзвичайно знаменитого колективу, що були творчими суперниками «DIR EN GREY» в їх дебютні часи. Також нещодавно стали відомі й інші артисти, які брали участь у записі бонусу, такі як «acid android», Тачібана Такаха (Yousei Teikoku), Шин Мурохіме і «PABLO» (PTP).

### DISC III / Blu-ray DISC (Initial Limited Version)
1. «Live Footage»
2. «Music Video ｢aftermath｣ » (IMMORTALIS Ver.)
3. «Music Video ｢in all weathers｣»
4. «Special Booklet»

Період замовлення: з 1 квітня 2014 року.

### DISC III / Blu-ray DISC (Initial Limited Deluxe Version)
1. «Live Footage»
2. «Music Video ｢aftermath｣» (IMMORTALIS Ver.)
3. «Music Video ｢in all weathers｣»
4. «Special Booklet»
5. «T-shirt»

Період замовлення: з 10 по 31 березня 2014 року.

## Музика
- — Кьо
- — Такумі
- — Юта
- — Ючі
- — Міка

### Слова
- — переважно Тоору Нісімура.